# David Lowenthal
David Lowenthal (Nova Iorque, 26 de abril de 1923 — Londres, 15 de setembro de 2018) foi um historiador e geógrafo norte-americano, famoso por seu trabalho sobre patrimônio. Ele é creditado por ter feito os estudos de patrimônio se tornarem uma disciplina própria.

## História
David Lowenthal nasceu em 26 de abril de 1923 em Nova York, filho de Max Lowenthal (advogado e conselheiro do presidente estadunidense, Harry Truman) e Eleanor Mack, e também é irmão de John Lowenthal e Betty Levin. Se graduou em História pela universidade de Harvard em 1943, entrou na Infantaria do Exército dos EUA em maio do mesmo ano e foi implantado em setembro de 1944, três meses após o Dia D.  Ele deixou o serviço ativo com pé de trincheira, e foi enquanto se recuperava em Somerset que sua longa associação com a Inglaterra, que mais tarde se tornaria seu país adotivo, começou.
Depois da guerra, iniciou seu doutorado em 1953, na Universidade de Winsconsin. Na década de 1960, atuou como professor visitante em universidades de outros países, como a Universidade das Índias Ocidentais e o Instituto das Relações Raciais de Londres. Se tornou professor de geografia no University College London em 1972. Em 1986, se aposentou pela mesma universidade como professor emérito.
Lowenthal se casou em 1970 com Mary Alice Lamberty, com quem passou o resto de sua vida, tendo com ela duas filhas.Faleceu em 15 de setembro de 2018, aos 95 anos.

## Contribuições
O trabalho de doutorado de Lowenthal foi sobre o filólogo, geógrafo e ambientalista norte-americano do século xix George Perkins Marsh, cujo trabalho lançou as bases do movimento de conservação ambiental nos Estados Unidos, e levou ao seu livro George Perkins Marsh: Versatile Vermonter, de 1958, revisado em 2003.
Ele era conhecido por seu trabalho em paisagens e assessorou agências e instituições de patrimônio internacional, incluindo a UNESCO, o Conselho Internacional de Monumentos e Sítios, o Conselho Internacional de Museus, o ICCROM, o Getty Conservation Institute, o World Monuments Fund, o Conselho de Europa, Europa Nostra, English Heritage, o Fundo Nacional para a Preservação Histórica dos EUA, o National Trust of Australia e a Direcção Norueguesa do Património Cultural.

### Artigos Científicos
- Olwig, Kenneth (2003). «Landscape: The Lowenthal Legacy». Annals of the Association of American Geographers. 93 (4): 871-877

### Artigos de Jornal
- Clout, Hugh (27 de setembro de 2018). «David Lowenthal obituary». The Guardian. Consultado em 8 de maio de 2019. Cópia arquivada em 28 de setembro de 2018